# Parksosaurus
Parksosaurus är ett släkte av fågelhöftade dinosaurier som levde för cirka 70 miljoner år sedan under yngre krita. Fossil hittades främst i den så kallade Horseshoe Canyon formationen i västra Alberta, Kanada.